# حظر خاشقجي
حظر خاشقجي  هي سياسة اتخذتها وزارة الخارجية الأمريكية لفرض قيود على تأشيرات الدخول إلى الولايات المتحدة على 76 فردًا سعوديًا تعتقد الوزارة بأنهم شاركوا في تهديد منشقين أو معارضين في الخارج، بمن فيهم جمال خاشقجي.